# Панагія (богослужбове облачення)

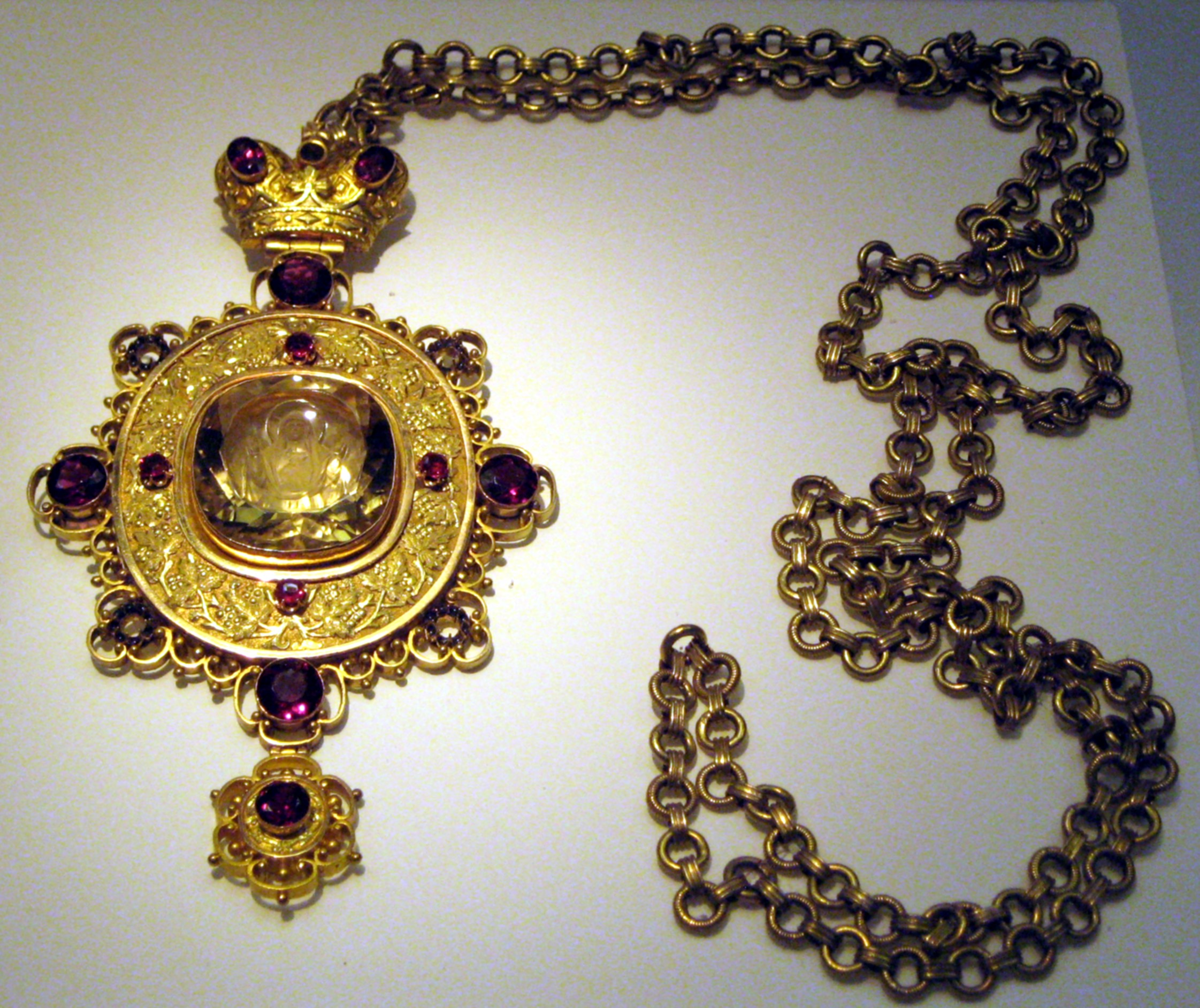
Панагія «Богоматір Знамення», Росія, Москва, 1899

Панагія (грец. παναγία «пресвята») — невеликий образ Богоматері (рідше Спасителя, Трійці, святих, розп'яття, біблійних сцен), найчастіше округлої форми, який носять архієреї на грудях. Право носіння другої панагії — привілей предстоятелів помісних церков, а також присвоюється як нагорода за особливі заслуги.
Право на носіння панагії також мають ігумени монастирів на Афоні.

## Історія і значення
Спочатку панагією називали частину з просфори, вилучену на проскомидії в честь Божої Матері. Її в особливій скриньці (панагіарі) особливим способом («чин піднесення Панагії» є в Часослові, а також у Типиконі) переносили в монастирях у трапезну. Там з'їдали одну її частину перед прийняттям трапезної їжі, іншу — по закінченні трапези.
Згодом назва від панагії перейшла до скриньки, в якій її переносили, і її стали називати панагіарою. Згодом панагією почали називати нагрудний знак архієреїв і деяких архімандритів ставропігійних монастирів. Спершу панагія мала вигляд скриньки або енколпіона, на одному боці якого було зображення Спасителя або Святої Трійці, на іншому — Божої Матері. Всередину скриньки вкладали іноді частинки мощей. Перша згадка про енколпіон як обов'язкову приналежність єпископа, яка дається йому при посвяті після літургії, міститься у творах блаженного Симеона, архієпископа Солунського (XV століття).
Згодом мощі святих перестали бути обов'язковою приналежністю панагій. Панагія втратила вигляд ковчежця і нині має вигляд невеликої круглої ікони Божої Матері, яку носять на грудях як знак архієрейського достоїнства.
Єпископу, за словами протоієрея Григорія Дяченка, слугує таке зображення «нагадуванням його обов'язку носити в серці своєму Господа Ісуса і покладати надії свої на заступництво Пречистої Матері Його».